# Dwight Clark
Dwight Edward Clark (Kinston, 8 gennaio 1957 – Whitefish, 4 giugno 2018) è stato un giocatore di football americano statunitense che ha militato nel ruolo di wide receiver per tutta la carriera con i San Francisco 49ers della National Football League (NFL). Fu scelto nel corso del decimo giro del Draft NFL 1979 dai 49ers. Al college ha giocato a football alla Clemson University.

## Carriera professionistica
Bill Walsh scelse Dwight Clark nel decimo giro del Draft 1979. Clark ebbe una spettacolare carriera coi 49ers in cui ricevette 506 passaggi per 6 750 yard e segnò 48 touchdown, oltre a correre 50 yard su corsa. Guidò la NFL in ricezioni (60) nella stagione 1982 accorciata dallo sciopero, venendo convocato due volte per il Pro Bowl nel 1981 e 1982 in nove stagioni da professionista.
Dopo che Walsh scelse Clark, egli fece allenare Clark e il quarterback Joe Montana in passaggi dell'ultimo secondo (definiti "Hail Mary") da 20 yard nella end zone alla fine di ogni allenamento. Walsh volle assicurarsi che essi potessero completare qualsiasi passaggio nella red zone.

### "The Catch"
Il touchdown più memorabile di Clark giunse nei playoff del 1981, nella finale della NFC. Il 10 gennaio 1982, contro i Dallas Cowboys, i San Francisco 49ers erano in svantaggio 27–21 nel minuto finale della gara che avrebbe deciso la squadra che si sarebbe qualificata per il Super Bowl. Clark si elevò in aria e ricevette il passaggio da 16 yard di Joe Montana nella parte finale della end zone dando ai 49ers la vittoria 28–27. Quella giocata, una delle più famose della storia della NFL, fu ribattezzata semplicemente "The Catch". Clark terminò quella partita con 8 ricezioni per 120 yard e 2 touchdown.

### Ritiro ed eredità
Dopo nove stagioni di successo coi San Francisco 49ers, Dwight Clark si ritirò dopo la stagione 1987. Clark coi Niners vinse due Super Bowl e la squadra ritirò la sua maglia numero 87 per i suoi contributi. Dopo il ritiro lavorò nella dirigenza dei San Francisco 49ers e dei Cleveland Browns. Muore il 4 giugno 2018 dopo una lunga lotta contro la SLA.

## Palmarès
- (2) Vincitore del Super Bowl, (XVI, XIX)
- (2) Pro Bowl (1981, 1982)
- (2) All-Pro (1981, 1982)
- Numero 87 ritirato dai San Francisco 49ers